# Sop Ruak
Pour la province de Thaïlande, voir Province de Chiang Rai.
Sop Ruak (thaï : บ้าน สบรวก) est une agglomération du nord de la Thaïlande située au nord-ouest du district (amphoe) de Chiang Saen dans la province de Chiang Rai.
Le village, à 60 kilomètres au nord de Chiang Rai, capitale de la province,  est le lieu mythique du Triangle d‘or.
Au confluent du Mékong et de son affluent en rive droite le Ruak, on peut contempler d’un belvédère, la frontière triangulaire sur les 3 pays : la Thaïlande, le Laos et le Myanmar. 

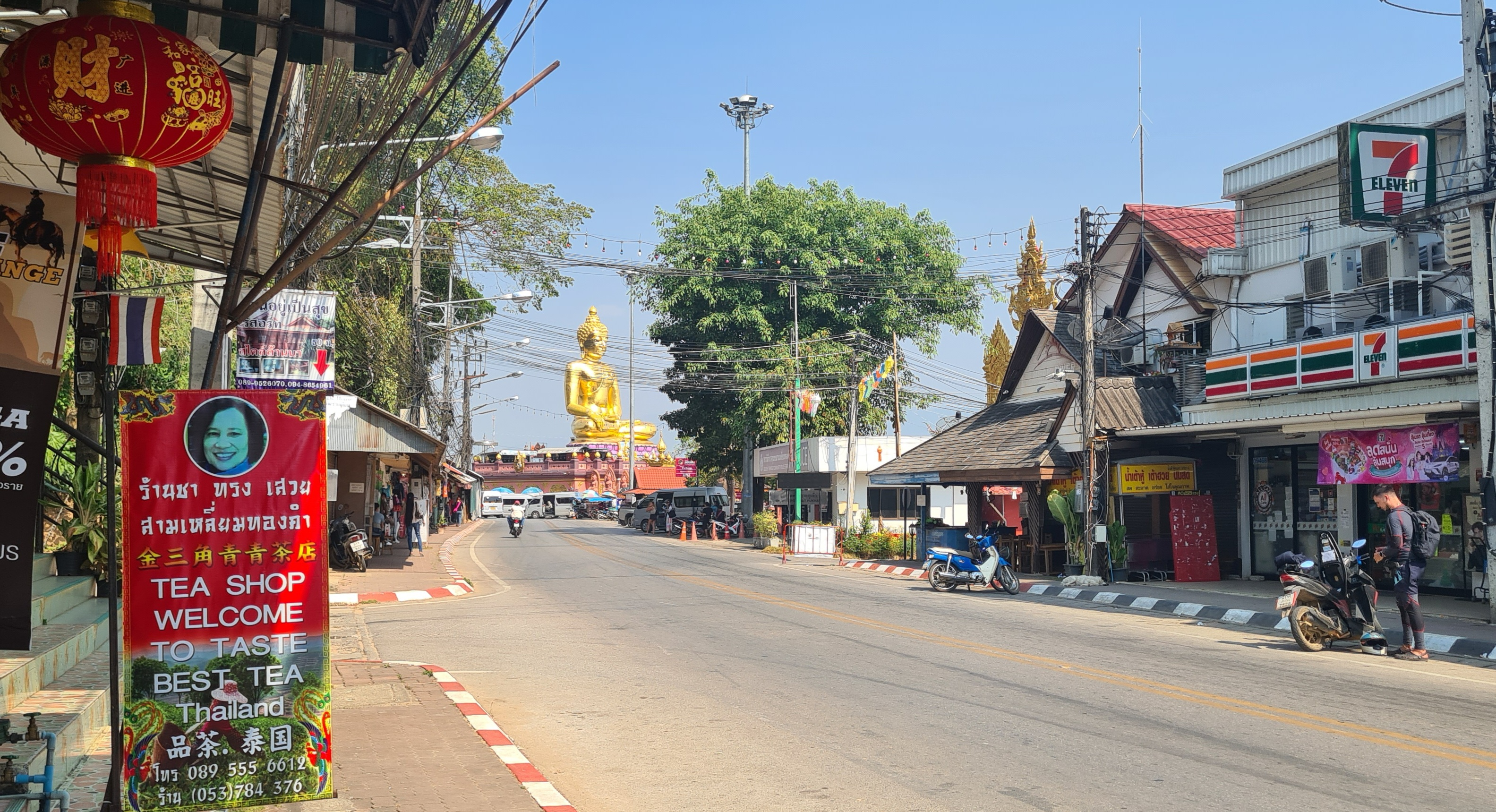
Village de Sop Ruak et statue de Bouddha doré

## A voir
- Le musée Maison de l'Opium (House of Opium) ;

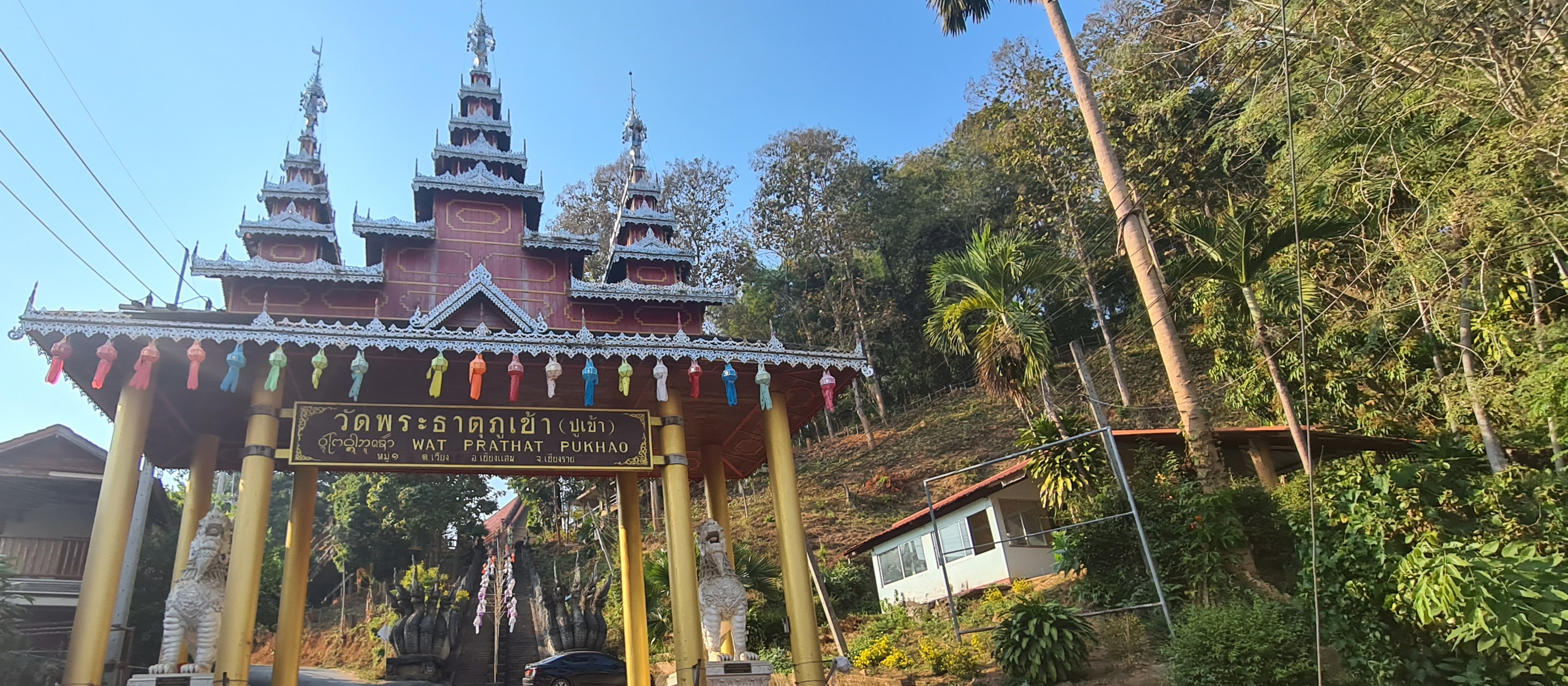
Escalier aux nagas de Wat Phrathat Doi Pukhao à Sop Ruak

- Escalier aux nagas de Wat Phrathat Doi Pukhao à Sop RuakTemple bouddhiste Phra That Doi Pu Khao ;
- La presqu'ile de Don Sao au Laos.

## Galerie

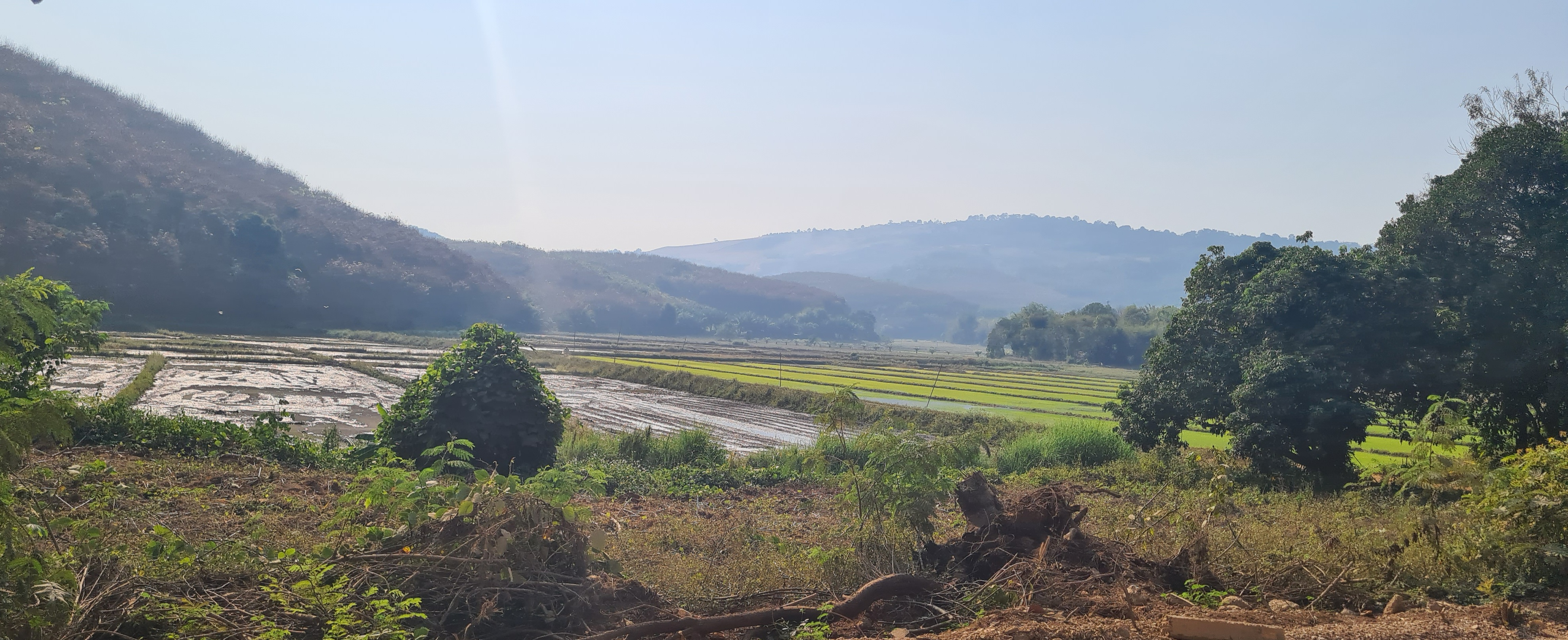
Rizières inondées
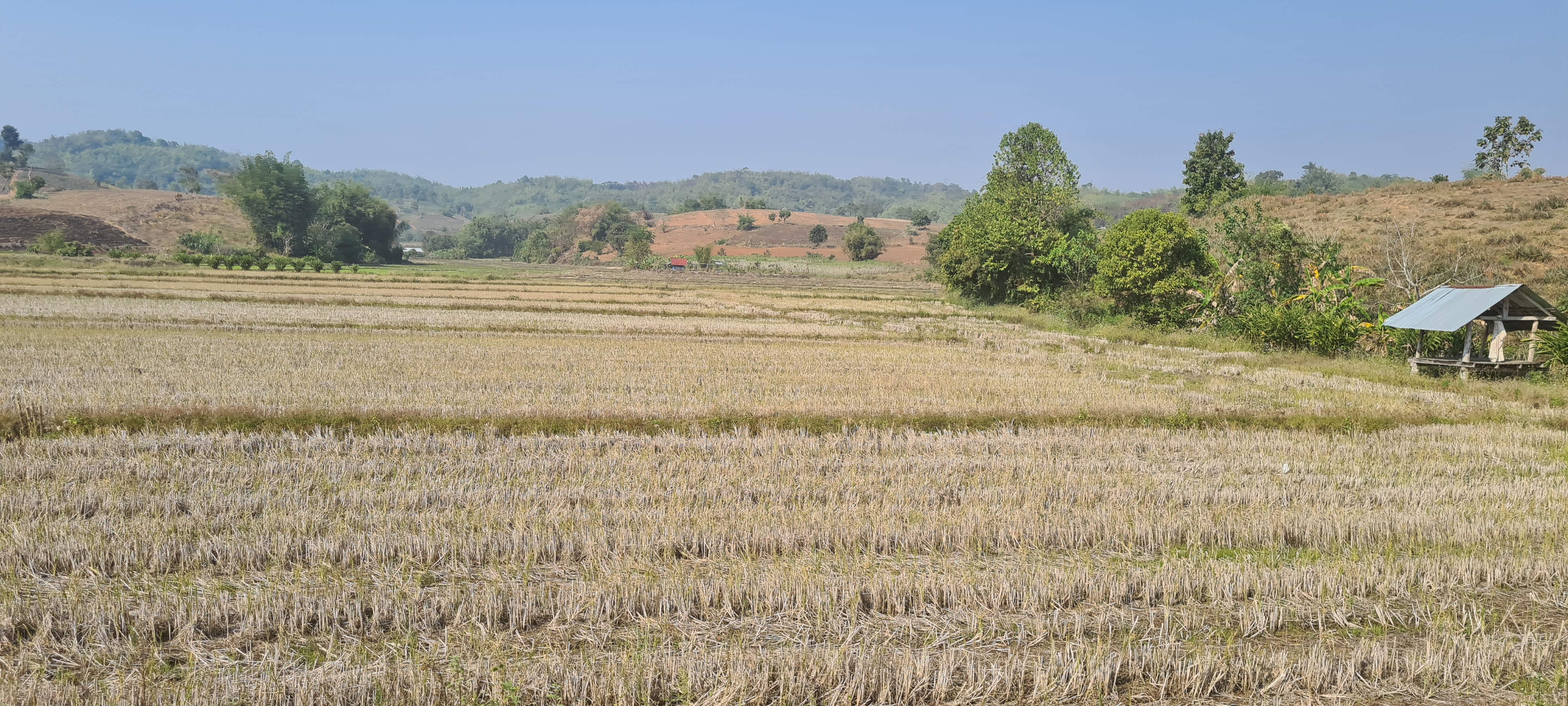
Rizières récoltées
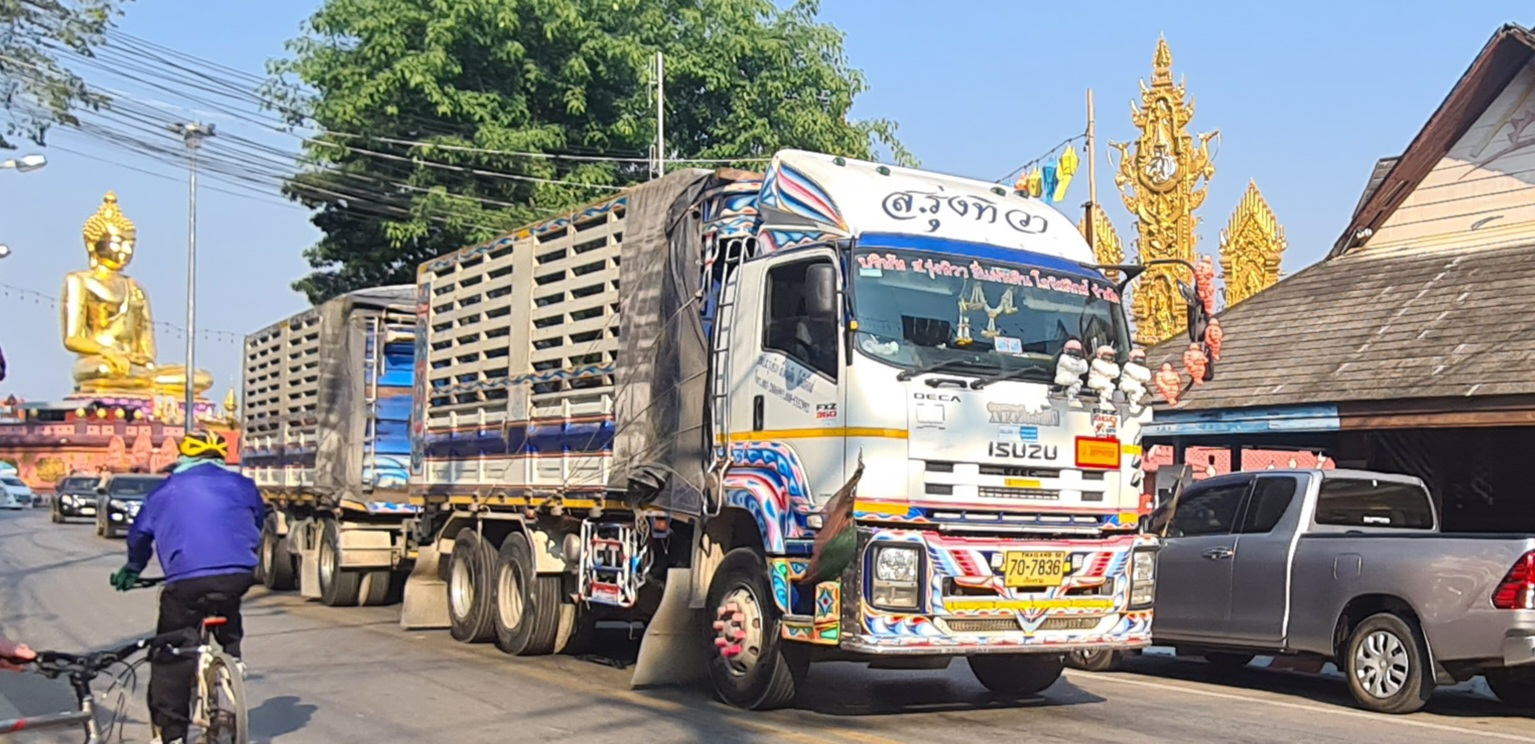
Camion aux bonhommes Michelin et statue géante de Bouddha
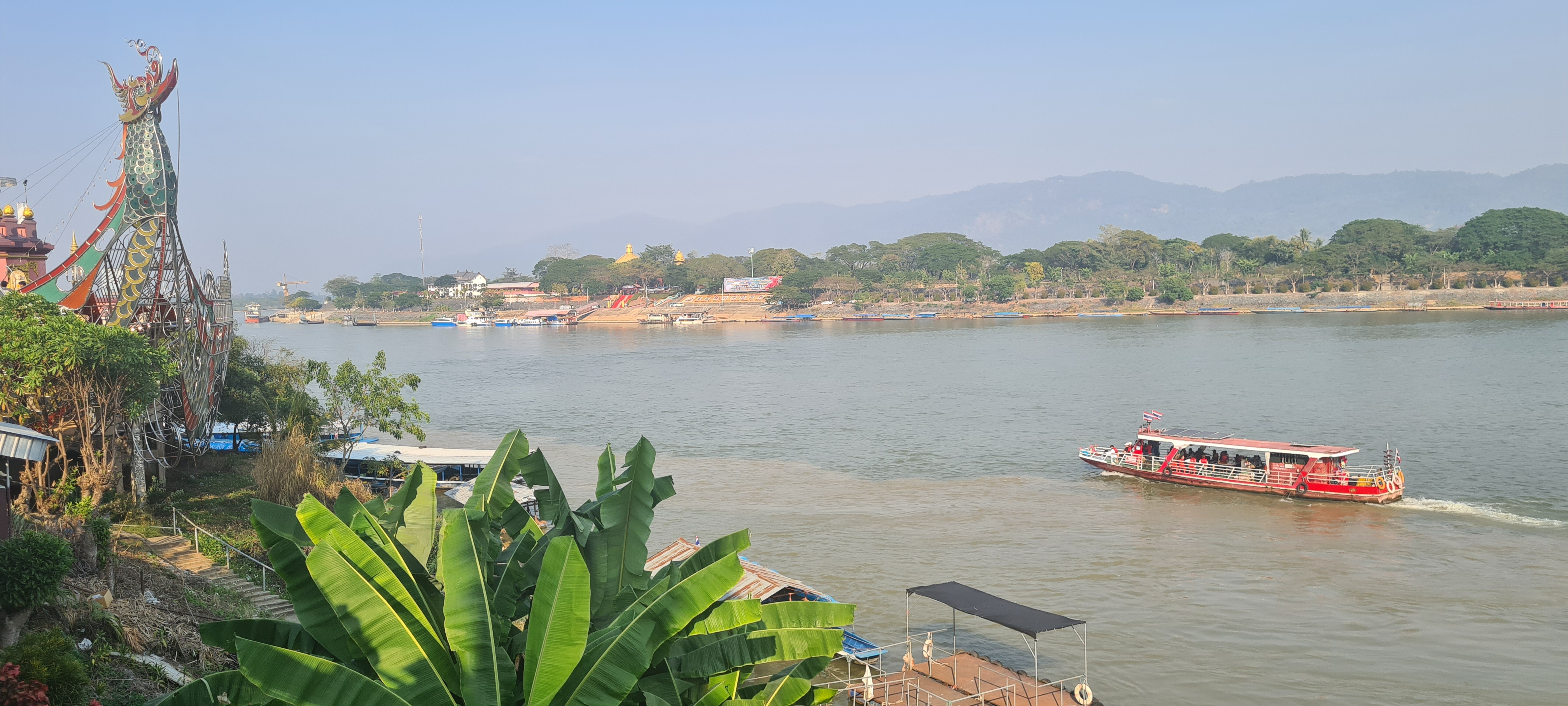
Bateau-dragon monumental
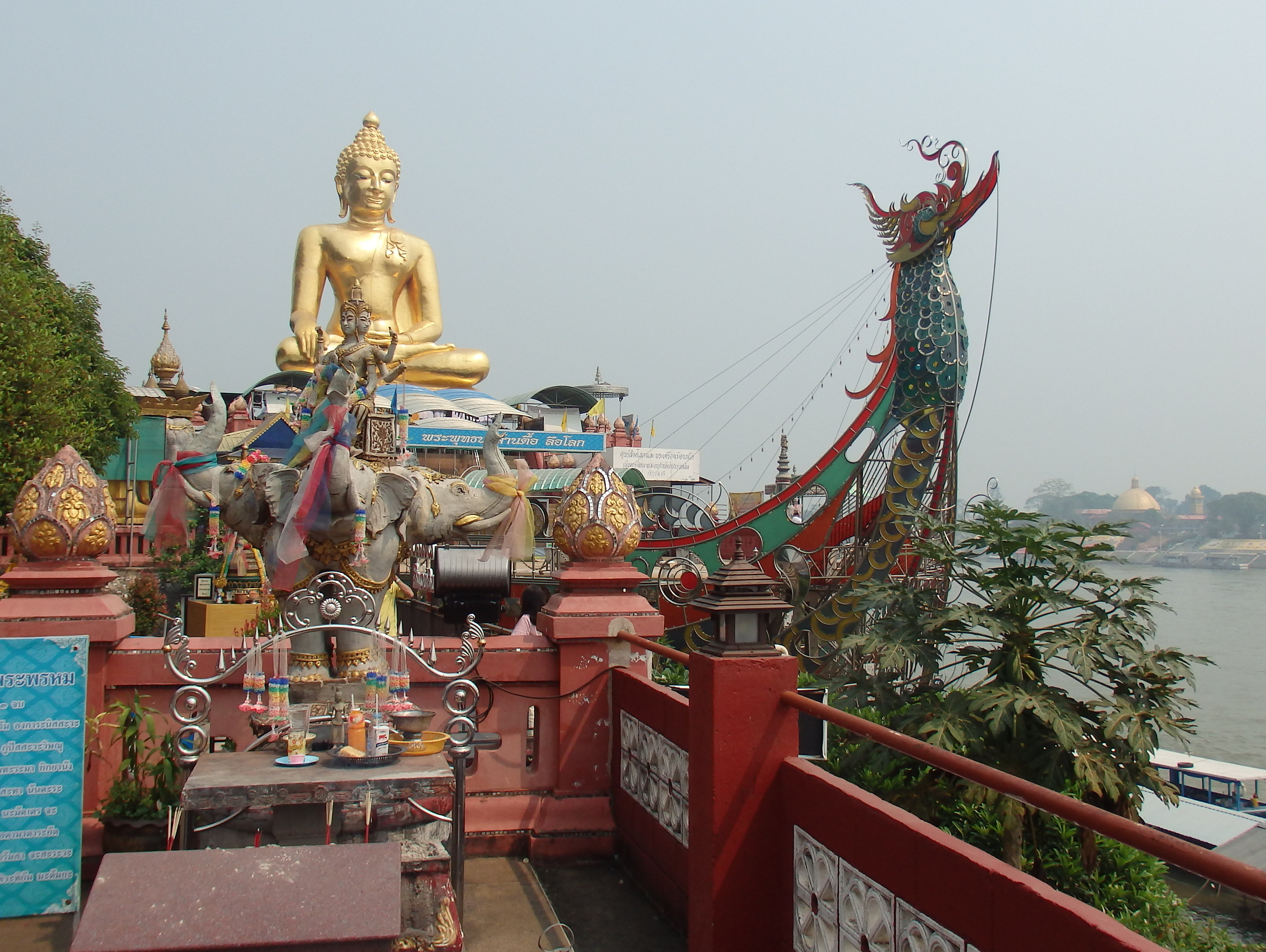
Statue géante de Bouddha doré et bateau-dragon monumental
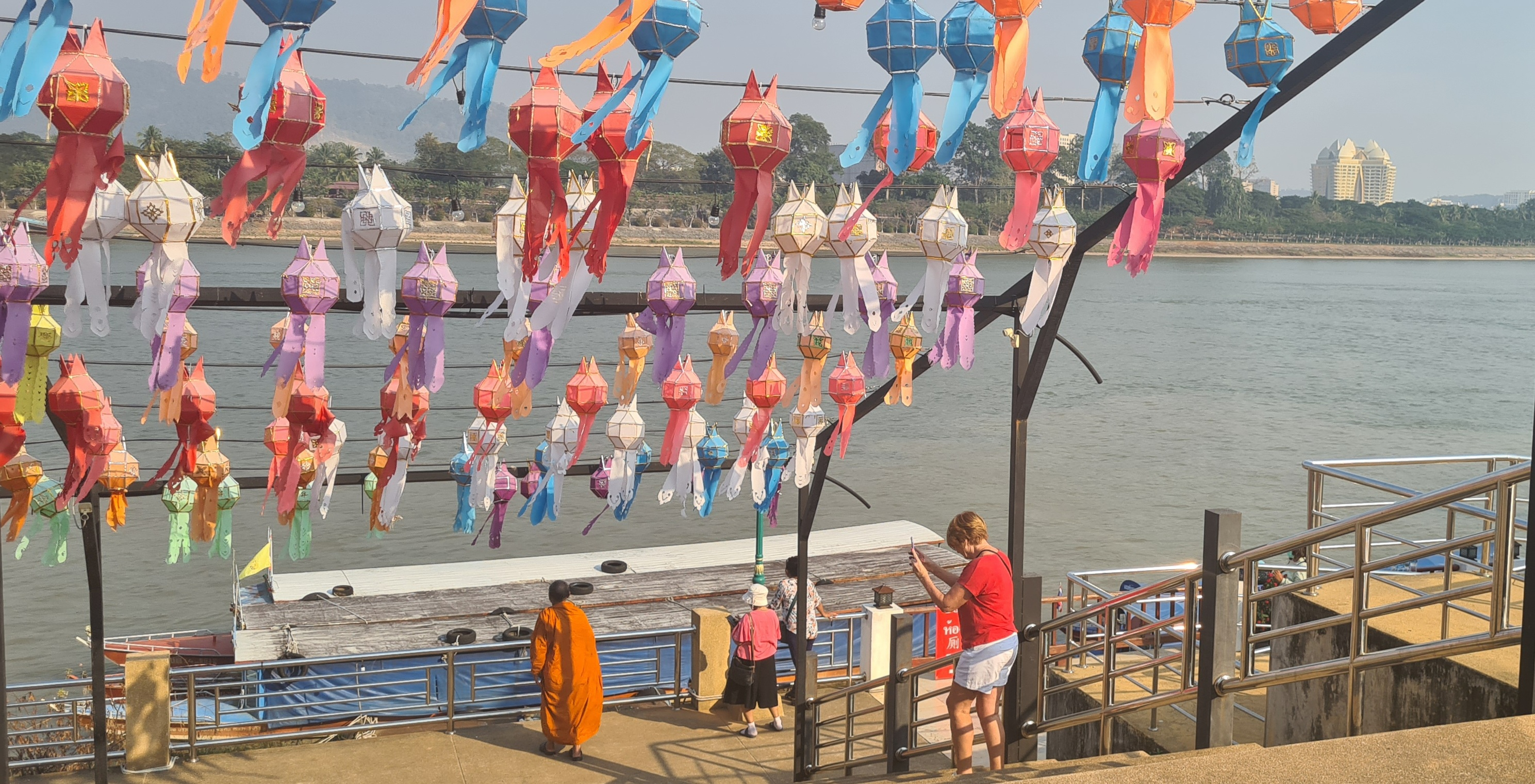
Embarcadère
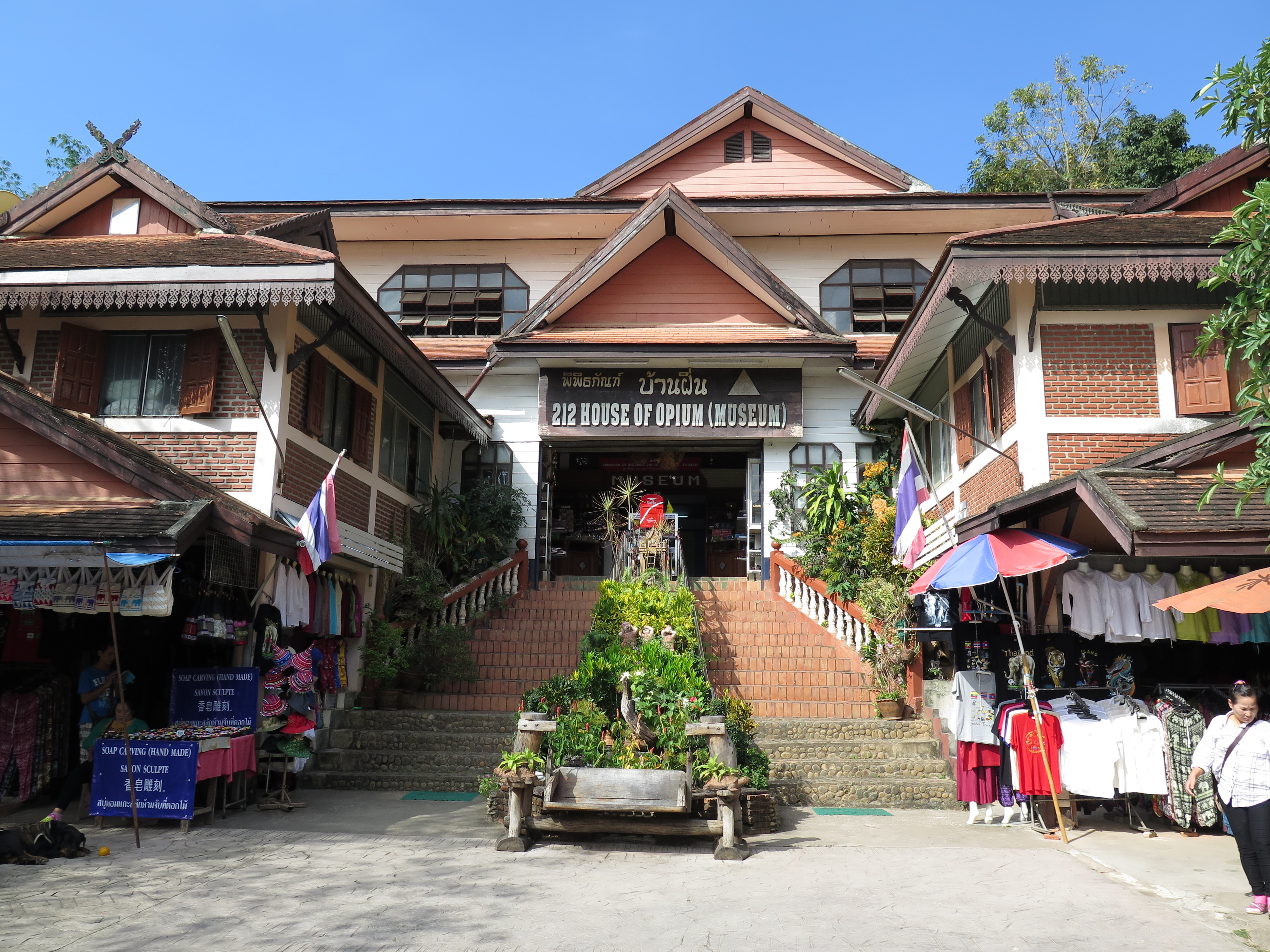
Musée de l'Opium
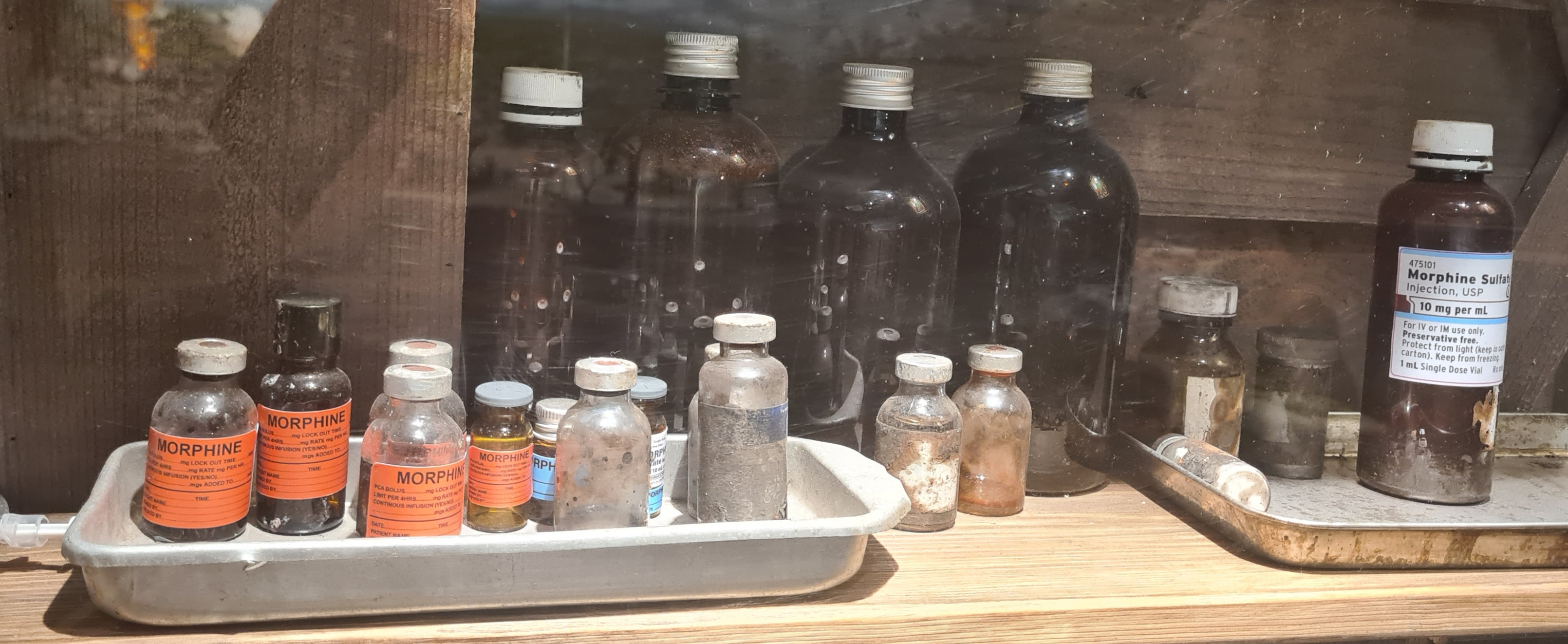
Flacons de morphine au Musée de l'opium

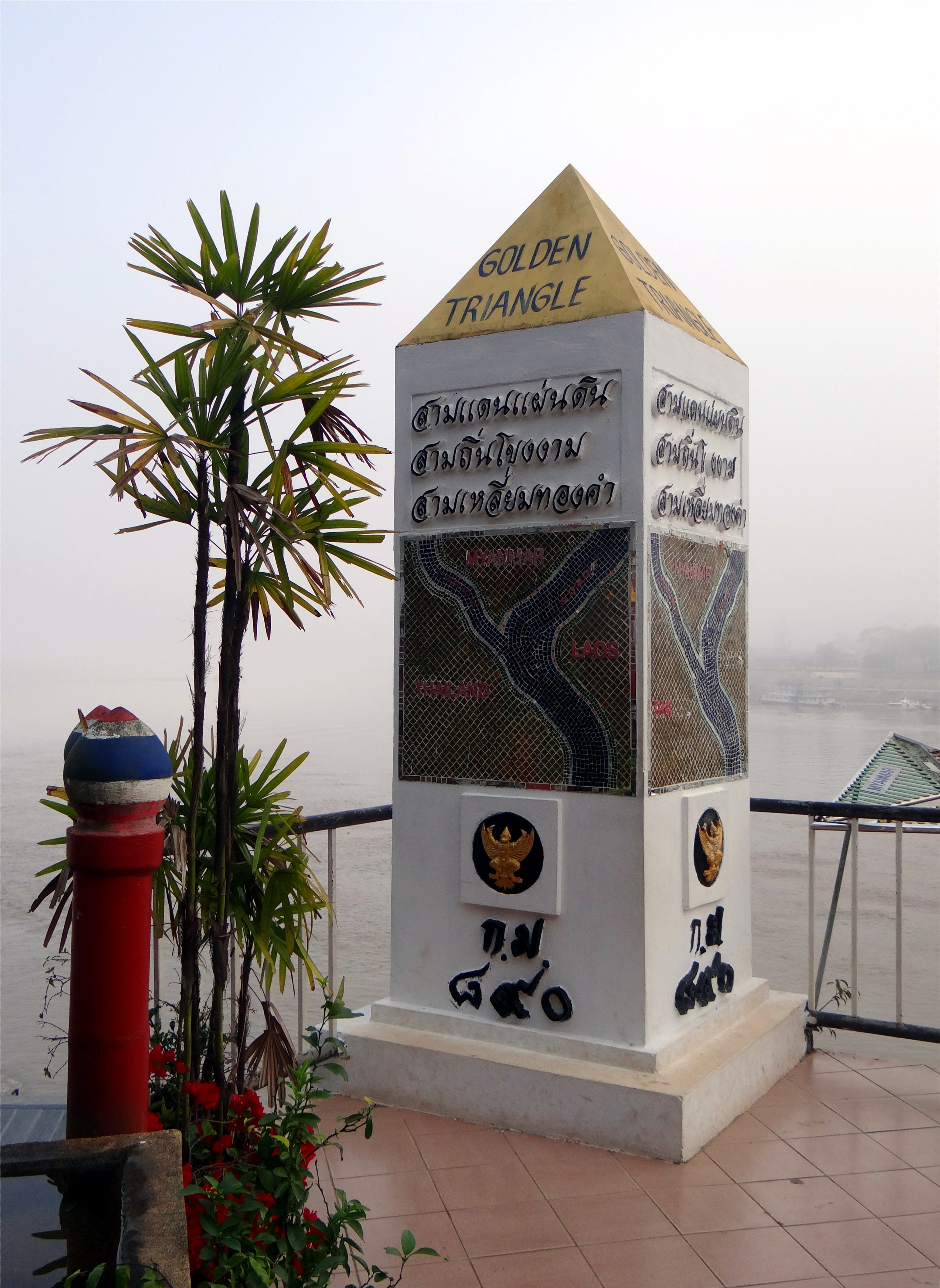
Borne du Triangle d'Or.